# Karl Ivar Stål

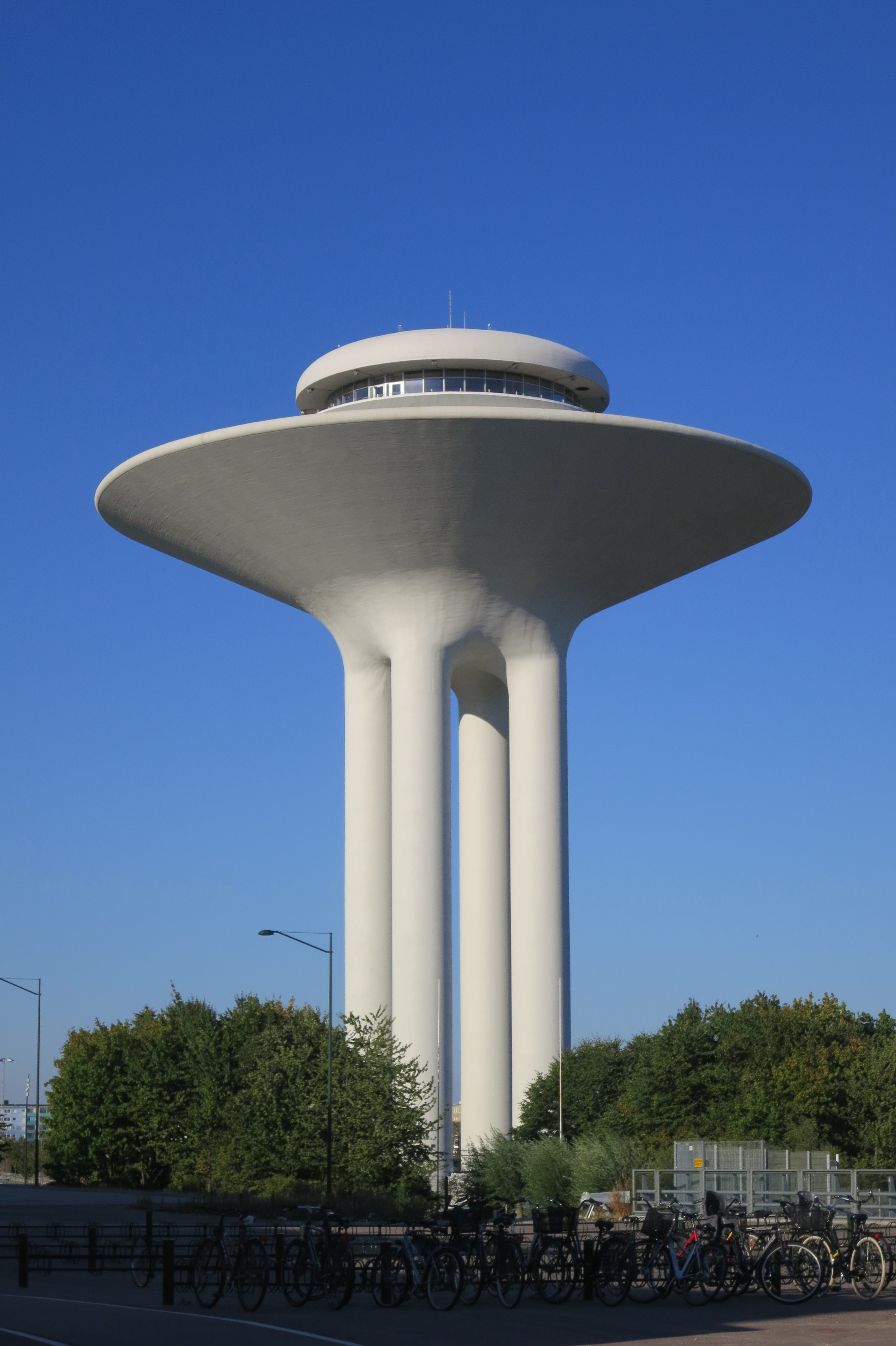
Hyllie vattentorn.

Karl Johan Ivar Stål, född 19 september 1922 i Östersund, död 24 maj 1997 i Lidingö församling, Stockholms län, var en svensk arkitekt. 
Stål, som var son till arkitekt Ivar Stål och Lisa Palmer, avlade studentexamen 1943 och utexaminerades från Kungliga Tekniska högskolan 1951. Han anställdes av Kjessler & Mannerstråle AB som rådgivande ingenjör och arkitekt på Helsingborgskontoret 1952, blev konsult på Stockholmskontoret 1956 och var delägare från 1960. Han ritade bland annat Hyllie vattentorn i Malmö (invigt 1973). Karl Ivar Ståhl är begravd på Lidingö kyrkogård.